# 中野雷太
中野 雷太（なかの らいた、1974年8月14日 - ）は、ラジオNIKKEI所属のアナウンサー。現在の役職は常勤取締役である。
愛知県名古屋市出身。

## 人物・来歴
愛知県立旭丘高等学校、東京工業大学生命理工学部生命理学科卒業。大学2年から卒業までバーテンダーとしてアルバイトしていた。日本中央競馬会への就職を考えたが、失敗している。
日本短波放送（当時、現在の日経ラジオ社）入社前に同社主催レースアナウンサー養成講座に3期生として受講（同期に細渕武揚（ラジオ日本）・岡村久則（静岡放送））。1997年入社。
1999年7月3日の福島開催で実況デビューした。その後、2007年2月に同局アナウンサーの舩山陽司と入れ替わりに大阪支社へ異動したが、2010年2月をもって同じく小塚歩と入れ替わりに東京本社へ復帰した。
大阪支社時代の2007年11月15日に、中央競馬実況中継で同じ現場スタッフであったフリーアナウンサーの高瀬有紀子と結婚。現在は2児の父親でもある。
本社復帰後、2011年に皐月賞・日本ダービーでの実況を初めて担当し、さらには大阪支社在籍中の2007年から菊花賞を継続して担当することから、その年の牡馬クラシック三冠レースをすべて担当することになった（2018年までは牡馬クラシック三冠すべて担当したが、菊花賞は2019年に檜川彰人、皐月賞と日本ダービーは2020年に小塚歩にそれぞれ禅譲）。2021年に自身にとって初めてとなる有馬記念の実況を担当。また、2011年度からは、JRA賞の司会を担当している。
なお、第1放送がカバーする東日本地区のレースも頻繁に担当しているが、妻の高瀬の拠点が関西であり、自らも京都市に在住している関係から、体裁上2020年以後はJRA賞の選考委員メンバーとしては中央競馬関西放送記者クラブ会員として登録を受け、大阪支社（現・関西支社）所属扱いとなっている。2023年6月からは関西支社長補佐、その後総務経理局担当補佐も委嘱されている。
2024年6月27日付で日経ラジオ社取締役（総務経理局担当補佐、スポーツ局アナウンサー兼務）に就任した。

## 逸話
「競馬実況ホームページ」の「アナウンサーリレーコラム」では、渡辺和昭から「N野R太」「N野雷T」「中野の雷坊」「中野雷犬」「N野雪太」と書かれている。『うまきんIII』では渡辺や番組リスナーから「雷神様」「落雷部長」とも呼ばれている。『うまきんIII』には、週末の重賞レースの中野の予想を披露するコーナー（中野が不在の場合は、担当アナウンサーが中野の予想を代読する）があるが、この予想は「落雷予想」と呼ばれ、中野の挙げた馬が的中することが少ないと認識されているため、リスナーからは「（自分の本命馬に）落雷しないでください」「（選んでいない馬に）落雷してください」といった要望のメールが寄せられる。
好きな女性芸能人は藤本美貴や高橋愛で、同局祝日特番『渡辺和昭のしゃべってしゃべって60分』での壊れっぷりに衝撃を受けたファンは少なくない。2010年5月の放送以降は多忙のために欠席が続き、2013年12月放送の別の番組で「いつまでもこんなことしてられない」という理由でしゃべってを卒業したことを発言したが、2014年11月7日放送の『うまきんIII』で山本彩のファンであることを公言した。
グリーンチャンネルで放送されている競馬場の達人に出演時（2019年3月3日）、馬券は基本的に前日に予想を全て済ませ、当日はその予想通りの買い目を購入する（新馬戦は除く。最大4点、上限2000円まで）とのことで、番組内でも公言通りの馬券を購入した。

## 現在の担当番組
- 中央競馬実況中継
- 聴く日経（毎週火曜日担当）
- うまきんIII
- 中野アナへちょっと言わせて〜雷部屋
- 第1放送のオ－プニング・クロージングによるアナウンス

## 過去の出演番組
- 渡辺和昭のしゃべってしゃべって60分（祝日特別番組）
- BSイレブン競馬中継[12]（BS11、2018年1月20日から出演）
- うまナビ!イレブン (BS11、2018年1月20日から出演)

## GI実況履歴
中央競馬
- 中山グランドジャンプ（2005年）
- 皐月賞（2011年 - 2019年）
- 天皇賞・春（2007年 - 2010年）
- NHKマイルカップ（2003年、2010年）
- 優駿牝馬（2004年 - 2006年）
- 東京優駿（2011年 - 2019年）
- 安田記念（2020年 - 2022年）
- 宝塚記念（2008年 - 2010年）
- スプリンターズステークス（2003年 - 2005年）
- 秋華賞（2007年）
- 菊花賞（2007年 - 2018年）
- マイルチャンピオンシップ（2008年 - 2009年）
- ジャパンカップ（2006年、2020年）
- ジャパンカップダート→チャンピオンズカップ（2009年、2018年 - 2019年）
- 朝日杯フューチュリティステークス（2010年 - 2016年）
- 中山大障害（2002年、2005年）
- 有馬記念（2021年 - 2022年）
- ホープフルステークス（2017年[13] - 2018年）

### その他
社名競走
- ラジオNIKKEI賞（2010年、2012年 - 2014年、2018年）
- ラジオNIKKEI杯京都2歳ステークス（2023年）

地方競馬（佐賀）
2023年から実況を不定期で担当している。
- 佐賀記念（2024年）
- サマーチャンピオン（2023年）

海外競馬
- アメリカンオークスインビテーショナルステークス（第4回・2005年7月3日・アメリカハリウッドパーク競馬場・優勝馬Cesario（シーザリオ））
- メルボルンカップ（第146回・2006年11月7日・オーストラリアフレミントン競馬場・優勝馬Delta Blues(デルタブルース)）

デルタブルースとポップロックの、日本産馬が、ワンツーフィニッシュを決めた一戦
- 2014年のドバイワールドカップミーティング（ドバイ・メイダン競馬場）

ドバイデューティーフリーでジャスタウェイ、ドバイシーマクラシックでジェンティルドンナが勝利を決めた。
- 凱旋門賞（2014年、ロンシャン競馬場）

優勝馬はトレヴ。

## メディア出演
- 競馬ゲーム実況
  - DERBY OWNERS CLUB 2008（セガ）[14]
  - DERBY OWNERS CLUB 2009（セガ）
- 競馬アニメ
  - ウマ娘 プリティーダービーBlu-ray BOX第4コーナー特典映像[15]
- 他局ドラマ出演
  - 風の向こうへ駆け抜けろ（NHK総合・土曜ドラマ、2021年12月18日・25日） - 実況アナウンサー役[16][17]
- アニメ映画
  - WXIII 機動警察パトレイバー - ラジオアナウンサー役